# Móng rồng Tây Nguyên
Móng rồng Tây Nguyên (danh pháp: Artabotrys taynguyenensis) là loài thực vật có hoa thuộc họ Na. Loài này được Bân mô tả khoa học đầu tiên năm 2000.